# Rechtbank Roermond

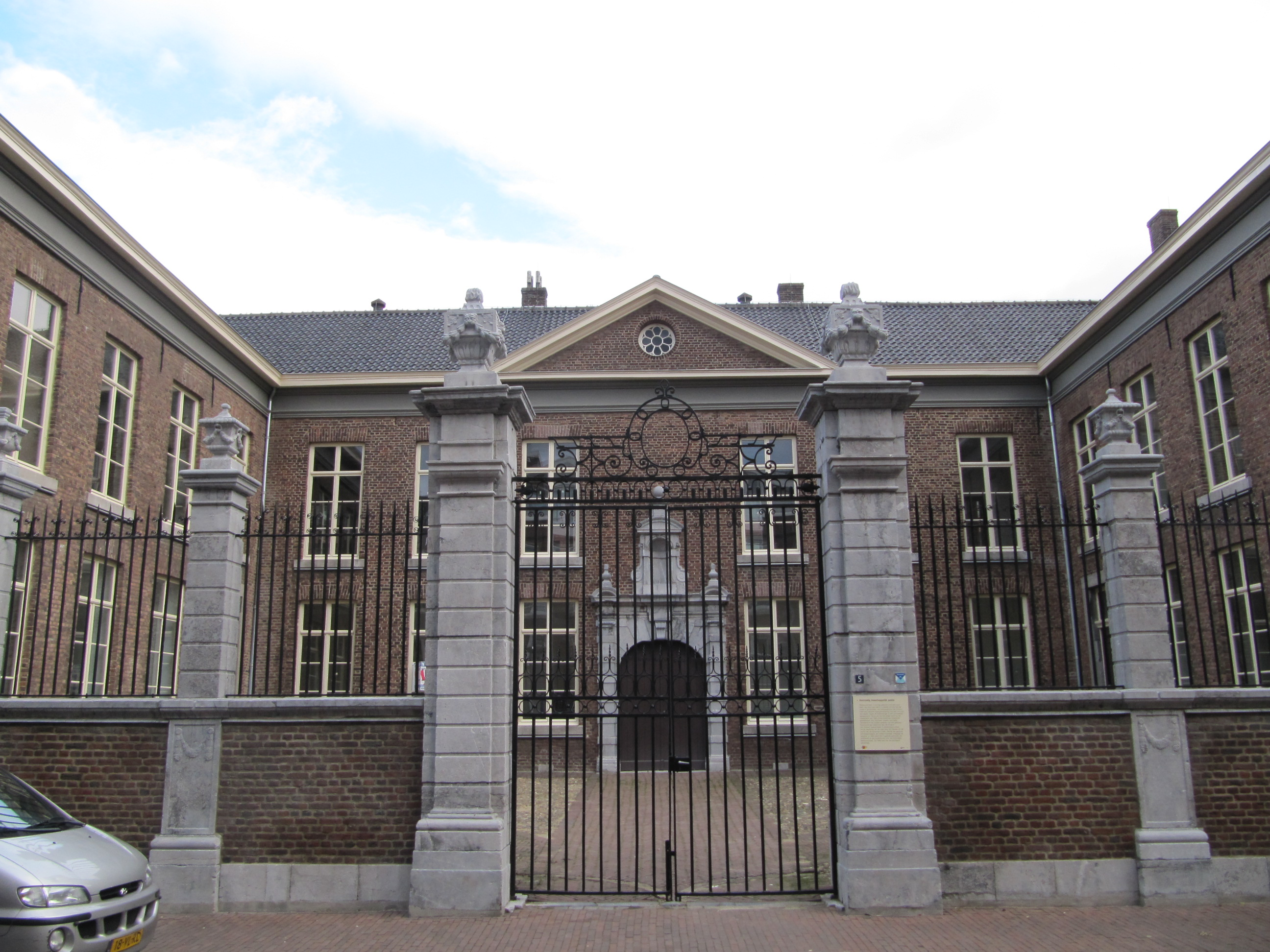
Het Bisschoppelijk Paleis, tot 1994 de hoofdvestiging van de rechtbank

De rechtbank Roermond was van 1842 tot 2013 een arrondissementsrechtbank in Nederland. Per 2013 is Roermond samengevoegd met de rechtbank Maastricht tot de rechtbank Limburg. Roermond blijft een van de twee zittingsplaatsen van de nieuwe rechtbank. De rechtbank was lang gevestigd in het voormalige Bisschoppelijk Paleis. In 1994 verhuisde de rechtbank naar een nieuw gebouw aan de Willem II-singel. Het arrondissement Roermond was bij de oprichting verdeeld in vijf kantons: Roermond, Horst, Venlo, Weert en Gennep.